# Really Doe
«Really Doe» es el primer sencillo del cuarto álbum de estudio del rapero estadounidense Ice Cube, Lethal Injection. La canción del álbum «My Skin Is My Sin» también apareció en el lado B de esta canción. Really Doe samplea «You Gotta Believe It» de The Pointer Sisters y «Lick the Balls» de Slick Rick. Fue producida por Sir Jinx. Se lanzó un video musical para esta canción. B-Real de Cypress Hill también hace un cameo en el vídeo como el juez.

## Posición en las listas musicales
| Lista             | Mejor posición |
| ----------------- | -------------- |
| Billboard Hot 100 | #54            |
| Hot R&B/Hip-Hop   | #30            |
| Hot Rap Singles   | #5             |